# Nola phloeophila
Nola phloeophila är en fjärilsart som beskrevs av George Francis Hampson 1914. Nola phloeophila ingår i släktet Nola och familjen trågspinnare. Inga underarter finns listade i Catalogue of Life.